# How Algy Captured a Wild Man
Pour plus de détails, voir Fiche technique et Distribution.
How Algy Captured a Wild Man est un film muet américain réalisé par Francis Boggs et sorti en 1911.

## Fiche technique
- Réalisation : Francis Boggs
- Production : William Selig
- Date de sortie : États-Unis : 4 septembre 1911

## Distribution
- Sydney Ayres
- Herbert Rawlinson
- Frank Clark
- Tom Santschi
- Al Ernest Garcia
- Betty Harte
- Elaine Davis
- Anna Dodge